# 香港国际安全与无害环境拆船公约
香港国际安全与无害环境拆船公约（英語：Hong Kong International Convention for the Safe and Environmentally Sound Recycling of Ships），简称香港公约（英語：Hong Kong Convention），是2009年国际海事组织制订的公约，2025年6月26日生效。该公约旨在确保船舶达到使用寿命后被回收时，不会对人类健康安全和环境造成不必要风险。